# Rugiloricus polaris
Espèce
Rugiloricus polaris est une espèce de loricifères de la famille des Pliciloricidae.

## Distribution
Cette espèce a été découverte à 1 210 m de profondeur dans la mer des Laptev dans l'océan Arctique.

## Publication originale
- Gad & Arbizu, 2005 : First description of an Arctic Loricifera - a new Rugiloricus-species from the Laptev Sea. Marine Biology Research, vol. 1, n. 5, p. 313-325.